# Синявець Піритой
Синявець Піритой (Leptotes pirithous) — вид денних метеликів родини Синявцеві (Lycaenidae).

## Етимологія
Пейрітой — персонаж давньогрецької міфології, син Іксіона (або Зевса) і Дії, фессалійський герой із племені лапітів, друг і соратник Тесея.

## Поширення
Вид поширений у Південній Європі, Західній Азії до Гімалаїв, Африці (включаючи Мадагаскар). В Україні як мігруючий вид спостерігався в Криму та Одеській області. В Криму може утворювати тимчасові популяції.

## Опис
Довжина переднього крила 12-14 мм. Забарвлення фіолетового кольору з красивим перламутром. Чорні краї крил обрамлені жовтими лініями.

## Спосіб життя
Метелики літають з серпня по жовтень. Їх можна стостерігати на вологих луках з домінуванням бобових. Гусінь живиться різними видами бобових, відзначені також на інших трав'янистих рослин.